# 易安迪F59PH型柴電機車
易安迪F59PH型柴電機車是由通用汽車易安迪於1988年至2001年生產的旅客用3,000匹馬力（2瓦特）四軸柴電機車，UIC車輛軸式為Bo-Bo。本型機車在設計時曾於加拿大多倫多的GO運輸討論並取得成功，成為GO運輸的主力機車。南加州的南加州都會鐵道（Metrolink）於1992年引進本型機車，為另一個主要客戶。本型車於1994年停產，共生產73輛。
易安迪F59PHI型柴電機車是為加州美鐵城際鐵路運輸設計的，於1994年開始生產，與F59PH最大的不同是流線形外觀的駕駛室。本型機車在1994年至2001年間共生產83輛，大部份用在通勤鐵路上。

## F59PH
易安迪F59PH型柴電機車是易安迪（EMD）F59系列首款機車。1988年5月至1994年5月間，共為加拿大多倫多的GO運輸與美國南加州南加州都會鐵道（Metrolink）生產73輛機車。仍使用本型機車，但GO運輸自2008年起逐漸以MPI MP40PH-3C柴電機車取代本型機車，僅保留8輛在2011年更新的機車；這8輛也將被MPI MP54AC柴電機車取代。
本型機車採用有渦輸增壓的二行程12汽缸EMD 12-710G3A引擎。外觀上，本型機車前後端均設有平臺，全寬的駕駛室端面有3片駕駛窗。
本型機車目前主要在通勤鐵路使用。Metrolink將5輛機車改造，將冷卻系統升級，引擎改為符合美國二級排放標準的12-710G3Eco，並改用電子警鐘，形式改為F59PHR。北卡羅萊納州交通局的1859號機車正以相同標準改造，預計2018年完工。

### 使用業者
| 業者               | 數量 | 製造年     | 編號                                                   | 註釋 |
| ------------------ | ---- | ---------- | ------------------------------------------------------ | --- |
| 蒙特婁大都會交通局 | 10   | 1988－1990 | 1340－1349                                             | - 購自GO運輸 - 用在坎迪亞克線，將使用在沃德里爾·哈德森和蒙·聖·伊萊爾兩線 - 部份車輛正進行更新及改塗裝                                                        |
| GO運輸             | 8    | 1988－1994 | 557－564                                               | - GO運輸原有49輛本型機車（520－568號），但大多數被MPI MP40PH-3C機車取代 - 2011年更新車輛仍在使用中 - 其他本型機車將被MPI MP54AC柴電機車取代                  |
| 芝加哥通勤鐵路     | 3    | 1988       | 97－99                                                 | - 3輛原屬蒙特婁大都會交通局的機車，塗裝類似MP36PH的 |
| 南加州都會鐵道     | 23   | 1992－1993 | 851－873                                               | - 855號機車在2008年查茨沃思火車相撞事故後報廢解體 - 3輛機車租自GO運輸                                                                                        |
| 北卡羅萊納州運輸部 | 6    | 1988－1990 | 1810、1859、1869、1871、1893、1984                     | - 使用在美鐵皮埃蒙特號列車 - 購自GO運輸，並由更新 |
| 三一快速鐵路       | 8    | 1988－1994 | 525、527、528、565－568                                | - 購自GO運輸 |
| RB鐵路集團（RB Railway Group）     | 12   | 1988-1990  | 18520－18524、18531、18537－18538、18547、18551、18554 | - 購自GO運輸 - 本集團將機車出租給通勤鐵路業者。18520、18522與18533租給，填補加裝主動列車控制系統設備機車空缺。部份機車將組予計畫中的安娜堡－底特律通勤鐵路。 |

## F59PHI
易安迪F59PHI型柴電機車是活躍在北美洲鐵路幹線的旅客列車用柴電機車。本型機車自1994年起生產，採用有渦輸增壓的二行程12汽缸EMD 12-710G3C-EC引擎，引擎功率3,200匹馬力（2.4瓦特）。傳動系統採用交－直流電傳動，柴油引擎輸出軸通過聯軸器驅動交流發電機，發出的交流電通過大功率矽整流裝置轉換為直流電，然後供給四台D87BTR型直流牽引馬達。馬達採用軸懸式驅動方式，牽引齒輪傳動比為56:21，最高車速可達110英里每小時（180每小時）。本型機車採用箱形車體，車體內設有通往引擎室與車尾的走道，使機車能在使用時進行維護保養。外觀最顯眼的是使用複合材料做成的流線形鼻端。
本型機車另有發電機以提供客車照明、電熱，與空調用電。此發電機可產生480伏特頻率60赫茲的交流電，功率500和750千瓦特（670和1,010匹馬力）。此發電機由副引擎驅動，故主引擎只需產生牽引用動力，不因列車供電影響輸出功率。
本型機車於1994年後期在加利福尼亞州運輸部初登場時，是美國唯一一款符合加州嚴格廢氣排放標準的鐵路機車。

### 使用業者
| 業者                           | 數量 | 製造年           | 編號       | 註釋 |
| ------------------------------ | ---- | ---------------- | ---------- | --- |
| 美鐵                           | 21   | 1998             | 450－470   | 使用於太平洋衝浪者號與瀑布山脈號列車。這些機車逐漸被西門子衝鋒者柴電機車取代，並於2018年初賣給芝加哥通勤鐵路 |
| 美鐵                           | 2    | 1998             | 1755、1797 | 北卡羅萊納州運輸部所有，用來牽引皮埃蒙特號列車                                                               |
| 美鐵                           | 15   | 1994             | 2001－2009 | 加利福尼亞州運輸部所有，用來牽引聖華金號與首府走廊號列車                                                     |
| 美鐵                           | 15   | 2001             | 2010－2015 | 加利福尼亞州運輸部所有，用來牽引聖華金號與首府走廊號列車                                                     |
| 蒙特婁大都會交通局             | 11   |                  | 1320－1330 | 用在沃德里爾·哈德森、聖·熱羅姆，與坎迪亞克線三線                                                             |
| 南加州都會鐵道                 | 14   | 1994－1995、2001 | 874－887   | |
| 北郡大眾運輸區聖地亞哥海岸快鐵 | 2    | 2001             | 3001－3002 | |
| 海灣運輸署海灣通勤鐵路（Sounder Commuter Rail）     | 11   | 1998－2001       | 901－911   | 所有機車改用符合美國國家環境保護局第三級排放標準的引擎，以降低廢氣排放並節省燃料。                           |
| 三一快速鐵路                   | 2    | 2001             | 569－570   | |
| 西岸快車                       | 5    |                  | 901－905   | |

## 事故
- 2005年2月14日，美鐵F59PHI 458號機車牽引太平洋衝浪者號列車時在加州奧克斯納德平交道撞上拖車。事故僅造成火車上6名人員輕微受傷，且本機車在事故後不久即投入服務[6][7]。

- 南加州都會鐵道F59PH 855號機車在2008年查茨沃思火車相撞事故後報廢解體[8][9]。

- 2015年2月24日，南加州都會鐵道F59PH 870號機車在推進客車時（司機在駕駛客車操作，機車在尾端），在加州奧克斯納德平交道撞上卡車後列車出軌，造成火車司機死亡，28人送醫[10]。

- 2017年7月2日美鐵F59PHI 467號機車牽引瀑布山脈號列車（英语：Amtrak Cascades）時在華盛頓州皮爾斯縣因超速出軌，造成人員受傷[11][12]。